# Houria Moussa
Pour les articles homonymes, voir Moussa.
Houria Moussa, née le 14 mai 1982, est une athlète algérienne. 

## Biographie
Houria Moussa est médaillée d'argent du 200 mètres aux Championnats panarabes juniors de 1998 puis médaillée de bronze du relais 4 × 400 mètres aux Championnats d'Afrique d'athlétisme 2002 à Radès.
Aux Championnats panarabes d'athlétisme 2003 à Amman, Houria Moussa est médaillée de bronze du 100 mètres. 
Aux Jeux panarabes de 2004 à Alger, elle remporte la médaille d'or du 200 mètres et la médaille d'argent du 400 mètres haies. Elle est médaillée de bronze du 400 mètres haies aux Championnats panarabes d'athlétisme 2005 à Radès, médaillée d'argent du 400 mètres haies aux Championnats d'Afrique d'athlétisme 2006 à Maurice, puis médaillée de bronze du 400 mètres haies aux Jeux panarabes de 2007 à Alger et aux Championnats panarabes d'athlétisme 2011 à Al-Aïn. 
Elle est médaillée de bronze du relais 4 × 400 mètres aux Jeux panarabes de 2011 à Doha.
Elle est aussi médaillée d'or du 400 mètres haies aux championnats d'Afrique du Nord de 2004, ainsi que médaillée d'argent du 200 mètres aux championnats d'Afrique du Nord de 2003.
Elle est sacrée championne d'Algérie du 100 mètres en 2000, 2001, 2002, 2005 et 2006 et championne d'Algérie du 200 mètres en 2000, 2002, 2004 et 2006.